# Lijst van beelden in Dalfsen
Dit is een (onvolledige) chronologische lijst van beelden in Dalfsen. Onder een beeld wordt hier verstaan elk driedimensionaal kunstwerk in de openbare ruimte van de Nederlandse gemeente Dalfsen, waarbij beeld wordt gebruikt als verzamelbegrip voor sculpturen, standbeelden, installaties, gedenktekens en overige beeldhouwwerken.
Voor een volledig overzicht van de beschikbare afbeeldingen zie: Beelden in Dalfsen op Wikimedia Commons.

## Dalfsen
| Geplaatst | Omschrijving                                    | Kunstenaar                       | Straat                                               | Plaats                             | Materiaal                           | Afbeelding |
| --------- | ----------------------------------------------- | -------------------------------- | ---------------------------------------------------- | ---------------------------------- | ----------------------------------- | ---------- |
| 1939?     | Drie generaties (reliëf)                        | onbekend                         | Ruitenborghstraat 56 (Beatrixgebouw)                 | Dalfsen                            | steen                               |            |
| 1962      | Kiemend zaad                                    | Hans Ittmann                     | Pleijendal 89-91                                     | Dalfsen                            |                                     |            |
| 1956/57   | Ridder met wapen van Dalfsen                    | onbekend                         | Kerkplein (Grote Kerk)                               | Dalfen                             |                                     |            |
| 1963      | Nils Holgersson (muur, mozaïek)                 | onbekend                         | Pleijendal 7 (Doomijn - peuterspeelzaal en bso)      | Dalfsen                            |                                     |            |
| 1988      | Bukkum                                          | A. Bijvang en Halbe Vogel        | Emmastraat / Wilhelminastraat                        | Dalfsen                            | brons en beton                      |            |
| 1992      | Twee glaspanelen gevelpanelen                   | Gerhard Merz                     | Stationsweg 4 (Station Dalfsen)                      | Dalfsen                            | Melkwit gezandstraald glas en staal |            |
| 1994      | Der Sitz (mogelijk verdwenen)                   | Reinhard Buxel                   | Landgoed Mataram                                     | Dalfsen                            | natuursteen                         |            |
| 1994      | Blauwe bogen                                    | Marijke de Goey                  | Vechtdijk / Prinsenstraat, brug over de Vecht        | Dalfsen                            | staal, neon                         |            |
| 2000      | Zwevende kei                                    | Bas Maters                       | Stationsweg                                          | De Broekhuizen (stuw Vechterweerd) | natuursteen                         |            |
| 2003      | Alven                                           | Nicolaas Dings                   | Prinsenstraat                                        | Dalfsen                            | steen en terrazzo                   |            |
| 2003      | Klimrek (3D)                                    | Jilles Verbeek / Maarten Janssen | Raadhuisstraat 1 (Westzijde gemeentehuis op de dijk) | Dalfsen                            |                                     |            |
| 2003      | Cohesie 1/2                                     | Bert Meinen                      | Vossersteeg 59                                       | Ankum (Dalfsen)                    | metaal                              |            |
| 2003      | Cohesie 2/2                                     | Bert Meinen                      | Hoevenweg 1                                          | Ankum (Dalfsen)                    | metaal                              |            |
| 2004      | Hannes van Dalfsen                              | Paul van Laere                   | De Broekhuizen (stuw Vechterweerd)                   | Dalfsen                            | hardsteen                           |            |
| 2006      | Het Koppel                                      | Fons Bemelmans                   | Polhaarweg / Thomas Ã Kempislaan                     | Dalfsen                            |                                     |            |
| 2006      | Meander                                         | Henk Huppelschoten               | Oosterdalfsersteeg (Begraafplaats Welsum)            | Dalfsen                            | 24 roestvrijstalen frames           |            |
| 2007      | Beeld bij schuilhut                             | T. Sprang                        | Koesteeg/Haersolteweg bij rotonde                    | Dalfsem                            | hout                                |            |
| 2008      | Gedreven door het water, ontvangen op het land  | Celine Roesthuis                 | Raadhuisstraat 1 (Westzijde gemeentehuis op de dijk) | Dalfsen                            | metaal                              |            |
| 2008      | Slingertuig                                     | Gerralt Landman                  | Ruitenborghweg bij 16                                | Dalfsen                            | metaal                              |            |
| 2009      | De Put                                          | Marlies Ter Stege                | De Stokte 8                                          | Dalfsen (Welsum)                   |                                     |            |
| 2009      | Geërfd                                          | Geralda Hutten                   | De Stokte                                            | Dalfsem (Welsum)                   | steen                               |            |
| 2010      | Aardtafel                                       | Liesbeth van Vugt                | Sterrebosweg/Diezerstraat                            | Dalfsen                            | cortenstaal, beton                  |            |
| 2012      | Getuige 1945                                    | Lotte Kloppenburg                | Klapvoortweg/Mataramweg                              | Dalfsen, Mataram                   | roestvast staal                     |            |
| 2010      | Littekens van geweld (boomgedicht)              | Tjallie Kooistra                 | Klapvoortweg/Mataramweg                              | Dalfsen, Mataram                   | brons                               |            |
| 2012      | Uitkijktoren de Stokte, Vechtdal                | Ateliereen architecten           | Frankenweg 1                                         | Dalfsen                            | metaal, hout                        |            |
| 2013      | Depot                                           | Groenewoud en Buij               | Wevermarke bij 34                                    | Dalfsen                            |                                     |            |
| 2014      | Earthly Whispers (Onzichtbaar geluidskunstwerk) | Nathalie Bruys                   | Omgeving de Stokte (Beatrixpark)                     | Dalfsen                            | versterker, speaker                 |            |
| 2017      | Fontein Waterfront                              | onbekend                         | Koninginnenplein bij 2                               | Dalfsen                            | fontein met mozaïek vloer           |            |
| onbekend  | Waterpomp                                       | onbekend                         | Prinsenstraat 1                                      | Dalfsen                            | baksteen                            |            |

## Hoonhorst
| Geplaatst | Omschrijving          | Kunstenaar     | Straat                  | Plaats    | Materiaal | Afbeelding |
| --------- | --------------------- | -------------- | ----------------------- | --------- | --------- | ---------- |
| 1978      | Manenschaap (Moeflon) | Pieter d' Hont | Tempelhof               | Hoonhurst |           |            |
| 1998      | Volte (Dansend Paard) | Jos Dirix      | Kerkstraat / Lage Weide | Hoonhorst |           |            |

## Lemelerveld
| Geplaatst | Omschrijving                               | Kunstenaar     | Straat                           | Plaats       | Materiaal | Afbeelding |
| --------- | ------------------------------------------ | -------------- | -------------------------------- | ------------ | --------- | ---------- |
| 1979      | Onderweg                                   | Guus Hellegers | Kloosterstraat bij 6             | Lemelerveld] |           |            |
| 1996      | Romeo en Julia                             | Luk Van Soom   | Kroonplein                       | Lemelerveld  |           |            |
| 1999      | Kruiskuil                                  | Wim Spijkerman | Zennepweg / Grensweg             | Lemelerveld  | staal     |            |
| 2004      | Turbulentie                                | Bert Meinen    | Kroonplein / Haven               | Lemelerveld  | metaal    |            |
| 2012      | Suikerbiet                                 | Wim Spijkerman | Kroonplein / Meester Gorisstraat | Lemelerveld  | staal     |            |
| 2012      | Zonneboom (Floriade Solar Tree Venlo 2012) | Scheuten Solar | De Houtwal bij 1                 | Lemelerveld  |           |            |
| 2014      | Tolplaats                                  | Ben Raaijman   | Kanaaldijk-Noord bij 71          | Lemelerveld  |           |            |
| 2021      | OLDO-monument                              | Wim Spijkerman | Stationsstraat                   | Lemelerveld  | staal     |            |

## Nieuwleusen
| Geplaatst | Omschrijving          | Kunstenaar       | Straat                                     | Plaats      | Materiaal | Afbeelding |
| --------- | --------------------- | ---------------- | ------------------------------------------ | ----------- | --------- | ---------- |
| 1965      | Paardje               | Chris Fokma      | Kon. Julianastraat (ols de Tweemaster)     | Nieuwleusen |           |            |
| 1990      | De Fietsers           | Bert Kiewiet     | Westeinde                                  | Nieuwleusen |           |            |
| 2000      | 10 Boomspiegels       | Petra Hartman    | Westeinde                                  | Nieuwleusen |           |            |
| 2000      | Kemphaan: Philomachus | Kiny Copinga     | Westerveen / Bosmansweg                    | Nieuwleusen |           |            |
| 2001      | Rendez-vous           | Martha Waijop    | Burg. Backxlaan / Zandspeur                | Nieuwleusen |           |            |
| 2007      | Leeuwen               | Antoinette Briët | Koningin Julianalaan / Prinses Beatrixlaan | Nieuwleusen |           |            |

## Oudleusen
| Geplaatst | Omschrijving                     | Kunstenaar          | Straat             | Plaats    | Materiaal                    | Afbeelding |
| --------- | -------------------------------- | ------------------- | ------------------ | --------- | ---------------------------- | ---------- |
| 1989      | Gevleugelde Stier                | Heleen Levano       | J. Schaapmanstraat | Oudleusen |                              |            |
| 2005      | Waterschapsbanken (Twee zetels ) | Jacomijn Schellevis | Vilsterense Stuw   | Oudleusen | Bentheimer zandsteen en hout |            |